# Chinon Industries
Chinon Industries Inc. (яп. チノン株式会社, Chinon Kabushiki-gaisha) — колишній японський виробник фотокамер. У 1997 році, Kodak викупили контрольний пакет акції компанії, та у 2004 році зробили її дочірньою компанією Kodak Japan, з назвою Kodak Digital Product Center, Japan Ltd. (яп. 株式会社コダック デジタル プロダクト センター, Kabushiki-gaisha Kodakku Dejitaru Purodakuto Sentā).